# 고코노에역
고코노에역(일본어: 九重駅, ここのええき)은 일본 지바현 다테야마시에 있는 동일본 여객철도의 철도역이다.

## 역 구조
상대식 2면 2선 구조의 지상역이다. 양쪽 승강장은 건널목으로 이어져 있다. 다테야마역이 관리하는 무인역이며, 간이 개찰기에서 스이카 및 제휴 교통카드의 사용이 가능하다.

### 승강장
| 1 | ■ 우치보 선 | 다테야마 · 기미쓰 · 기사라즈 · 지바 방면 |
| 2 | ■ 우치보 선 | 아와카모가와 방면                        |

## 역세권 정보
- 국도 제128호선

## 역사
- 1921년 6월 1일 - 일본국유철도의 역으로 개업하였다.
- 1987년 4월 1일 - 민영화에 따라 동일본 여객철도의 소속이 되었다.
- 2009년 3월 14일 - 스이카의 사용이 가능해졌다.

## 인접역
| 동일본 여객철도 우치보 선 | 동일본 여객철도 우치보 선 | 동일본 여객철도 우치보 선 |
| ------------------------- | ------------------------- | ------------------------- |
| 다테야마 소가 방면        | ■ 우치보 선               | 지쿠라 아와카모가와 방면  |